# A fekete özvegy (televíziós sorozat)
A fekete özvegy (eredeti cím: La viuda joven) 2011-es venezuelai telenovella, amelyet Yuri Delgado rendezett. A főbb szerepekben  Mariángel Ruiz, Verónica Schneider, Luis Gerónimo Abreu, Juan Carlos García Pajero és Luciano D’Alessandro látható.
Venezuelában 2011. március 15-én a Venevisión, Magyarországon 2016. augusztus 14-én az Izaura TV mutatta be.

## Ismertető
Inma Von Parker bárónő, akinek nincs ismert családja, egy rejtélyes, rendkívüli szépségű nő, aki hihetetlen vonzerővel és bájjal ejti rabul a férfiakat. Nyugodt személyisége és önuralma révén képes kezelni minden körülötte lévő helyzetet, ugyanakkor gyanússá is teszi, hogy ő gyilkolta meg korábbi férjét, ezt azonban eddig senki sem tudta bizonyítani. Alejandro szerény származású rendőrnyomozó, aki fényes karriert futott be a gyilkossági osztályon. Az árulás által fémjelzett Alejandro nőtlen maradt a nő miatt, aki összetört szívvel hagyta el őt.

## Szereplők
| Színész                   | Szereplő                                   | Magyar hang                                  |
| ------------------------- | ------------------------------------------ | -------------------------------------------- |
| Mariángel Ruiz            | Inmaculada "Inma" Rojas Vda. de Von Parker | Csondor Kata (1. hang) Mezei Kitty (2. hang) |
| Verónica Schneider        | Abril Armas                                | Kerekes Andrea                               |
| Luis Gerónimo Abreu       | Alejandro Abraham                          | Karácsonyi Zoltán                            |
| Juan Carlos García Pajero | Jeremías Miranda                           | Tokaji Csaba                                 |
| Luciano D’Alessandro      | Christian Humboldt                         | Moser Károly                                 |
| Miguel de León            | Vespasiano Calderón                        | Bognár Tamás                                 |
| Astrid Carolina Herrera   | Ivana Humboldt de Calderón                 | Farkasinszky Edit                            |
| Carlos Mata               | Ángel Abraham                              | Németh Gábor                                 |
| Carlos Cruz               | Rogelio Galíndez                           | Törköly Levente                              |
| María Antonieta Duque     | Iris Fuenmayor / Vilma Bravo               | F. Nagy Erika                                |
| Iván Tamayo               | Simón Madero                               | Kapácsy Miklós                               |
| Rafael Romero             | Tirso Damasco                              | Juhász Zoltán                                |
| Javier Vidal              | Federico Humboldt                          | Koncz István                                 |
| Eva Blanco                | Elda Lugo                                  | Molnár Zsuzsa                                |
| Sonia Villamizar          | Peggy Pardo-Pardo                          | Szórádi Erika                                |
| Beba Rojas                | Vicenta Palacios de Humboldt               | Náray Erika                                  |
| Antonio Delli             | Julio Castillo                             | Megyeri János                                |
| José Luis Useche          | Domingo Parada                             | Harcsik Róbert                               |
| Paula Bevilacqua          | Grecia Burgos                              | Simonyi Réka                                 |
| Elio Pietrini             | Don Elías                                  | Orosz István                                 |
| José Romero               | Leonel Hernández                           | Bolla Róbert                                 |
| Yelena Maciel             | Luna Sosa / Ruth Luna                      | Szabó Zselyke                                |
| Sheryl Rubio              | Sofía Carlota Calderón Humboldt            | Pekár Adrienn                                |
| Carlos Felipe Álvarez     | Josué Calderón Humboldt                    | Szatmári Attila                              |
| Marjorie Magri            | Karelis Abraham                            | Lipcsey-Colini Borbála                       |
| Aileen Celeste            | Vanessa Humboldt de Castillo               | Sipos Eszter Anna                            |
| Susej Vera                | Macarena Black                             | Pap Katalin                                  |
| Josette Vidal             | Julie Castillo Humboldt                    | Berkes Boglárka                              |
| Stephanie Cardone         | Sonia                                      | Nyírő Eszter                                 |
| Andreína Carvó            | Sandra Reverón                             | Mohácsi Nóra                                 |
| Roberto Messuti           | Matías Humboldt                            | Turi Bálint                                  |
| Ray Torres                | Orlando                                    | Seder Gábor                                  |
| Carlos Guillermo Haydon   | Thomas Rulfo                               | Pál Tamás                                    |
| Jaime Araque              | Salvatore Bonvicini                        | Galbenisz Tomasz                             |
| Diana Marcoccia           | Janet "Neta" Calderón Humboldt             | Hermann Lilla                                |
| Alejo Felipe              | Pascual Bonvicini                          | Várday Zoltán                                |
| Manuel Salazar            | Ernesto                                    | Bácskai János                                |
| José Vieira               | Denis Rodríguez                            | Katona Zoltán                                |
| Emma Rabbe                | Dr. Penélope Arrechero                     | Kelemen Kata                                 |

## Évados áttekintés
| Évad | Évad | Epizód | Eredeti sugárzás  | Eredeti sugárzás    | Eredeti adó | Magyar sugárzás     | Magyar sugárzás   | Magyar adó |
| Évad | Évad | Epizód | Évadpremier       | Évadfinálé          | Eredeti adó | Évadpremier         | Évadfinálé        | Magyar adó |
| ---- | ---- | ------ | ----------------- | ------------------- | ----------- | ------------------- | ----------------- | ---------- |
|      | 1    | 142    | 2011. március 15. | 2011. szeptember 7. |             | 2016. augusztus 14. | 2017. február 28. |            |